# موتور سیچ ایرلاینز
موتور سیچ ایرلاینز (به انگلیسی: Motor Sich Airlines) یک شرکت هواپیمایی با کد یاتا M9 است که در تاریخ ۱۹۸۴ میلادی تأسیس شده است. دفتر مرکزی موتور سیچ ایرلاینز در زاپروژیا، اوکراین واقع شده‌است و قطب این شرکت هواپیمایی در فرودگاه بین‌المللی زاپروژیا قرار دارد و به ۴ مقصد، پرواز مستقیم انجام می‌دهد.